# Kafranbel
Kafr Nabl  (arabisch كفرنبل Kafranbel, DMG Kafr Nabil) ist eine syrische Kleinstadt im Gouvernement Idlib.
Kafranbel wurde auf einer der Toten Städte errichtet und ist heute der größte Feigen-Produzent Syriens. Auf rund 3700 Hektar werden etwa 778000 Feigenbäume bewirtschaftet. Etwa 60 % der Einwohner sind mit Anbau und Verarbeitung der Früchte beschäftigt.
Während des Bürgerkriegs wurde Kafranbel, eine Hochburg der Aufständischen, bekannt durch satirische Videos.
Berichten der Oppositionellen zufolge war Kafranbel wiederholt Ziel von Bombardements des Assad-Regimes und dessen russischen Verbündeten.
Am 25. Februar 2020 wurde die Stadt von syrischen Regierungstruppen eingenommen.